# Norika Sefa
Norika Sefa (ur. w Djakowicy) – kosowska reżyserka mieszkająca w Pradze.

## Życiorys
Ukończyła studia na Wydziale Filmowym i Telewizyjnym Akademii Sztuk Scenicznych w Pradze.

## Filmografia
- Ingredients (2014)[1]
- Cheers (2015)[2][1]
- Flutters (2016)[2][1]
- Desde arriba (2020)[2][1]
- Kiss me, now (2020)[2][1]
- Looking for Venera (2021)[3][4][5][6][2][1][7]

## Nagrody
- główna nagroda jury za film Looking for Venera na 50. edycji Międzynarodowego Festiwalu Filmowego w Rotterdamie[3][4][5][6][2][7], na którym dana produkcja miała swoją premierę[1].